# Правый авторитаризм
Правый авторитаризм (англ. right-wing authoritarianism, RWA) — понятие, используемое в социальной психологии и психологии личности, комплекс авторитарных установок, которые включают следующие черты:
- авторитарное подчинение — ярко выраженное желание подчиняться любым властям, которые считаются легитимными в той социальной группе, к которой принадлежит носитель право-авторитарных взглядов;
- авторитарная агрессия — агрессивное поведение по отношению ко всем, кто не соглашается подчиняться таким властям, и вообще ко всем, кого эти власти считают своими врагами;
- конвенционализм — высокий уровень приверженности общепринятым традициям и социальным нормам, а также убеждённость в том, что остальные члены общества также обязаны следовать этим нормам.

## История концепции
Концепция правого авторитаризма была предложена в 1981 году канадским психологом Робертом (Бобом) Алтемайером, как развитие концепции «авторитарной личности», разработанной психологами Калифорнийского университета в Беркли Эльзой Френкель-Брюнсвик, Даниэлем Левинсоном и Р. Невитт Сэнфордом, а также немецким социологом и философом Франкфуртской школы Теодором Адорно. Первоначальная модель право-авторитарной личности включала в себя 9 компонентов, но в ходе дальнейших исследований удалось установить чёткую связь только между тремя. Традиционно считалось, что существует только один тип авторитарной личности, носитель которого может быть как лидером, так и последователем. Но исследования, проведенные Алтемайером и Мак-Ферландом, показали, что лидеры и их последователи обычно относятся к разным типам и тип «право-авторитарной личности» обычно соответствует именно последователю, в то время как для лидеров характерна ориентация на социальное доминирование.

## Исследования
Уровень правой авторитарности измеряется по шкале RWA. Версия опросника для определения этого значения по состоянию середину 2010-х годов состоит из 22 пунктов, половина которых — проавторитарные заявления, а другая половина — антиавторитарные. Результаты ответов говорят не столько о политических убеждениях опрошенного, сколько о его личностных качествах. Теоретически, право-авторитарные личности могут иметь как правые, так и левые политические взгляды. К примеру, сталинский СССР традиционно считается «левым» государством, но большинство сторонников Сталина являлись и являются типичными правыми авторитариями. Несмотря на то, что правый авторитаризм в значительной степени коррелирует с консерватизмом в политике, не все правые авторитарии — консерваторы. Многие из них не интересуются политикой вообще.
По мнению Алтемейера, для мышления правых авторитариев характерны логические ошибки и двоемыслие, они склонны некритично воспринимать любую информацию, подтверждающую их убеждения. Тем не менее, не наблюдается какой-либо связи между уровнем правой авторитарности и уровнем интеллекта. Согласно Алтемейеру, большинство правых авторитариев предпочитают силовые решения проблем, плохо способны к сотрудничеству, чаще всего выступают за запрет абортов и свободного владения оружием, поддерживают националистические идеи и религиозный фундаментализм. Право-авторитарные личности, — как правило, либо агрессивные индивидуалисты, стремящиеся к доминированию в обществе, либо не менее агрессивные коллективисты, стремящиеся встроиться в существующую иерархию и поддерживать её.